# Rodina prezidenta Spojených států amerických

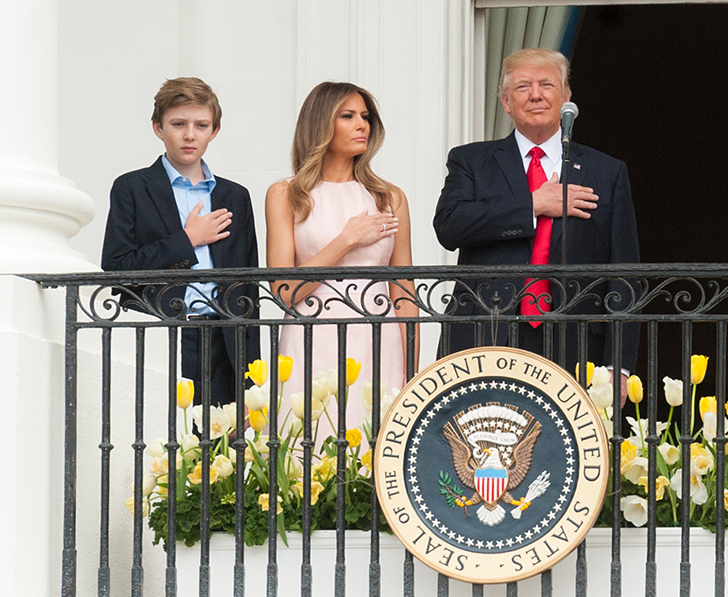
Prezident Donald Trump s první dámou Melanií Trumpovou a synem Barronem. Z předchozích dvou manželství má Trump syny Donalda a Erica a dcery Ivanku s Tiffany.

První rodina Spojených států amerických (anglicky: First Family of the United States) je neoficiální pojmenování nukleární rodiny prezidenta Spojených států amerických. Patří do ní jeho manželka – první dáma USA a jejich děti. Ochranu jim zajišťuje Tajná služba Spojených států amerických. Prezident se spolu s členy rodiny přepravuje výhradně dopravními prostředky k tomu určenými – Air Force One, Marine One a Cadillac One. Sídlem rodiny je Bílý dům. Může také využívat víkendové sídlo v marylandském Camp Davidu.
Historicky první takovou rodinou byla v letech 1789 až 1797 rodina prezidenta George Washingtona a první dámy Marthy Washingtonové. Vlastní děti společně neměli, ale vychovávali dva potomky Marthy z jejího prvního manželství, Johna Parkea Custise a Marthu Parkeovou Custisovou.

## 2009–2017: Obamova rodina

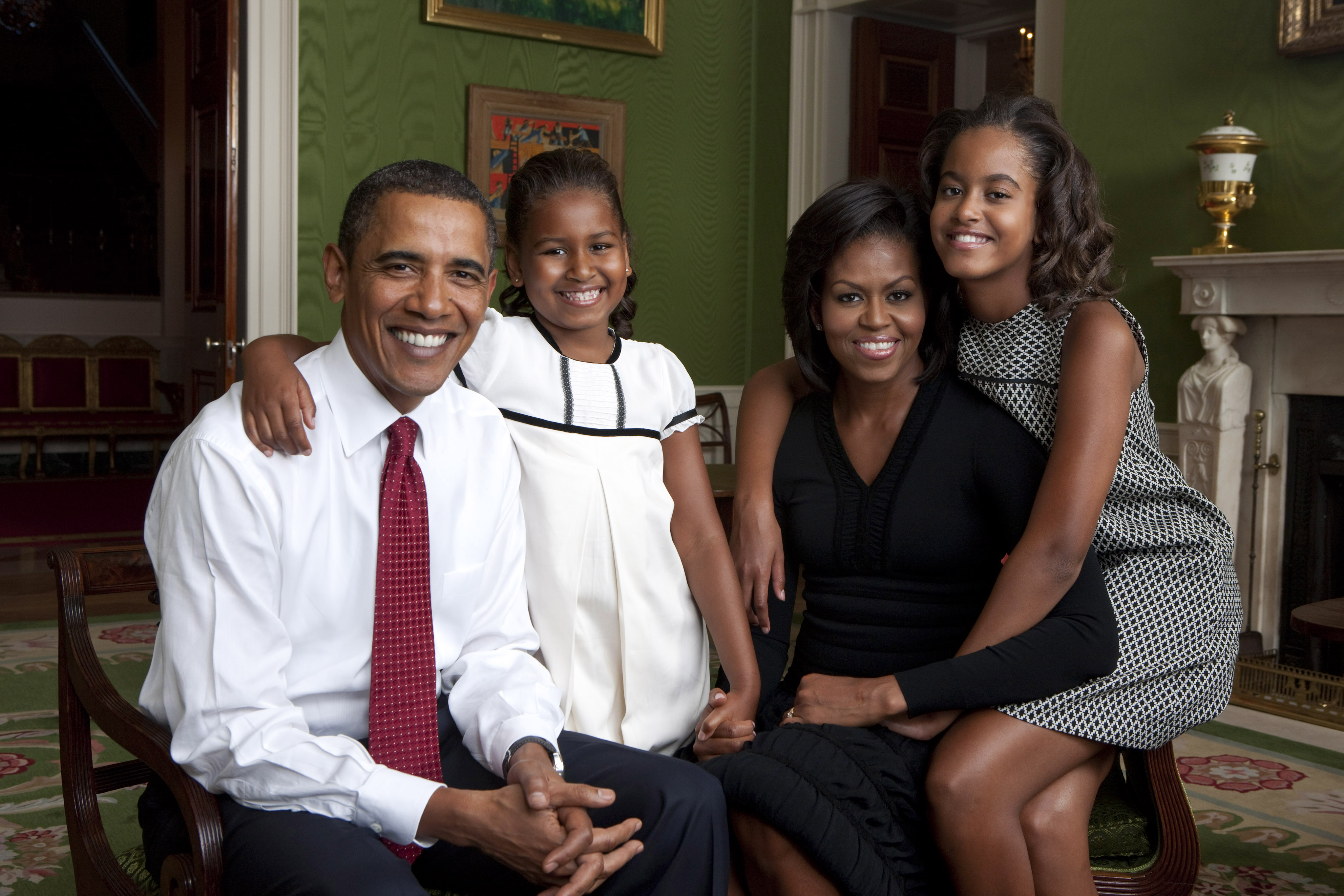
Barack Obama s manželkou Michelle a dcerami Natashou (vlevo) a Maliou (vpravo). Zelená místnost Bílého domu. (Foto: Annie Leibovitzobá, 1.9.2009)

V letech 2009–2017 byla první rodinou Spojených států Obamova rodina, stala se jí v den prezidentovy inaugurace 20. ledna 2009. Vedle Baracka Obamy a manželky Michelle zahrnula jejich dcery Natashu a Maliu. Byl do ni řazen i prezidentův pes Bo.

## 2017–2021 a od 2025: Trumpova rodina
Dne 20. ledna 2017 se poprvé stala první rodinou rodina Donalda Trumpa. Po druhé Trumpově inauguraci v lednu 2025 se vrátila do Bílého domu.  

## 2021–2021: Bidenova rodina
V letech 2021–2025 byla první rodinou rodina Joea Bidena. Mezi její členy se zařadila manželka Jill, syn Hunter a dcera Ashley.

Biden měl i syna Beaua a dceru Naomi, kteří ale zemřeli ještě před jeho zvolením do funkce prezidenta.

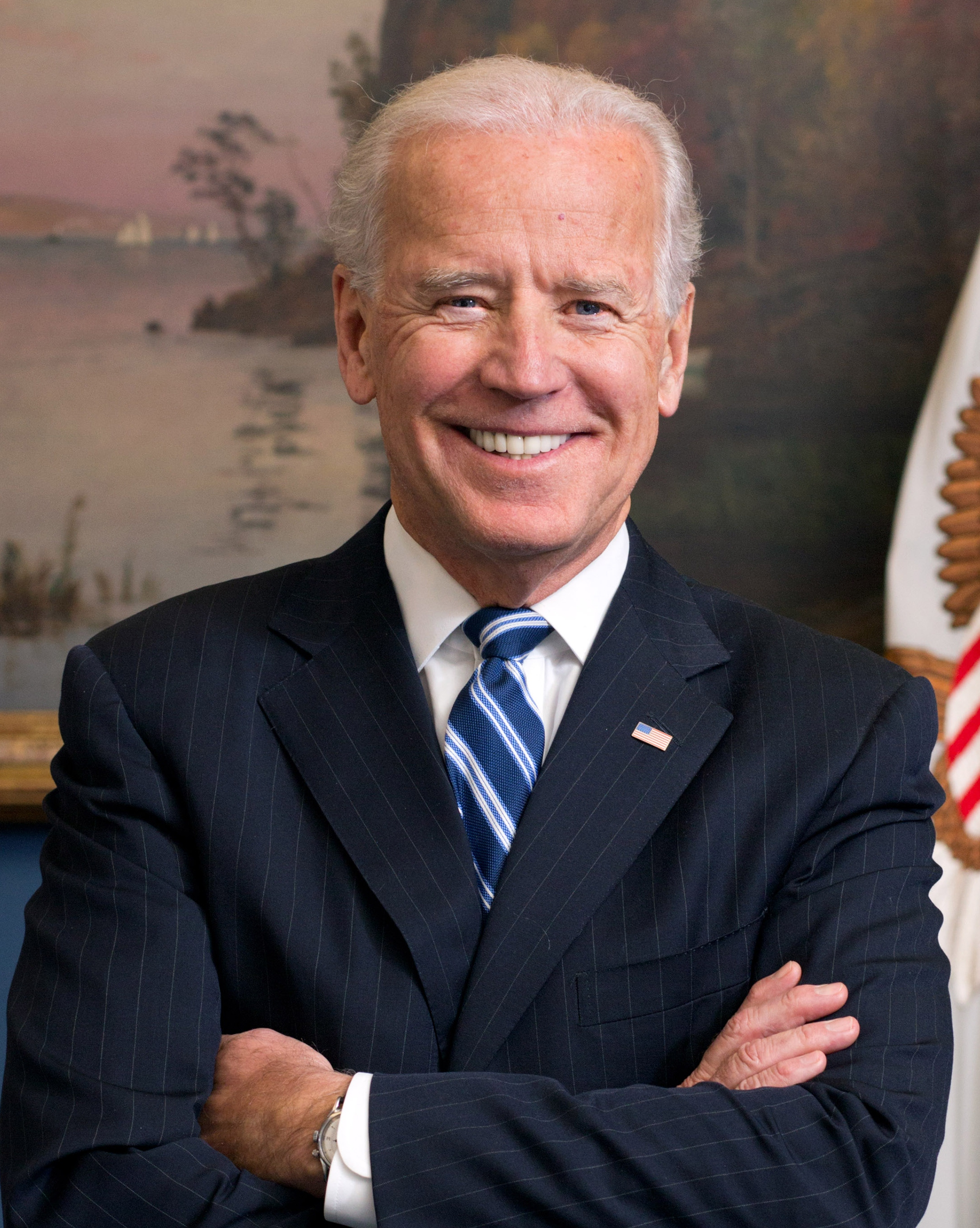
Joe Biden
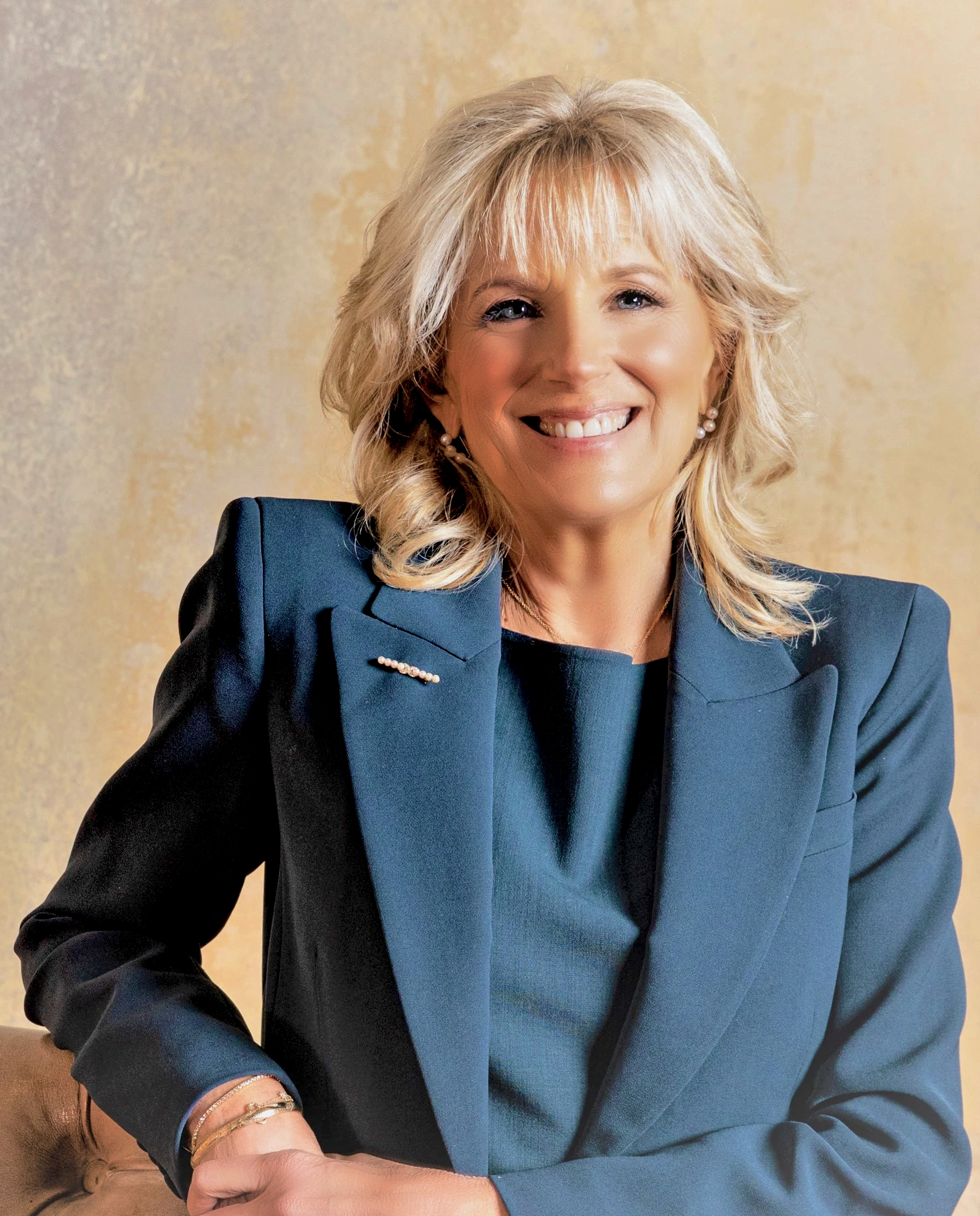
Jill Bidenová
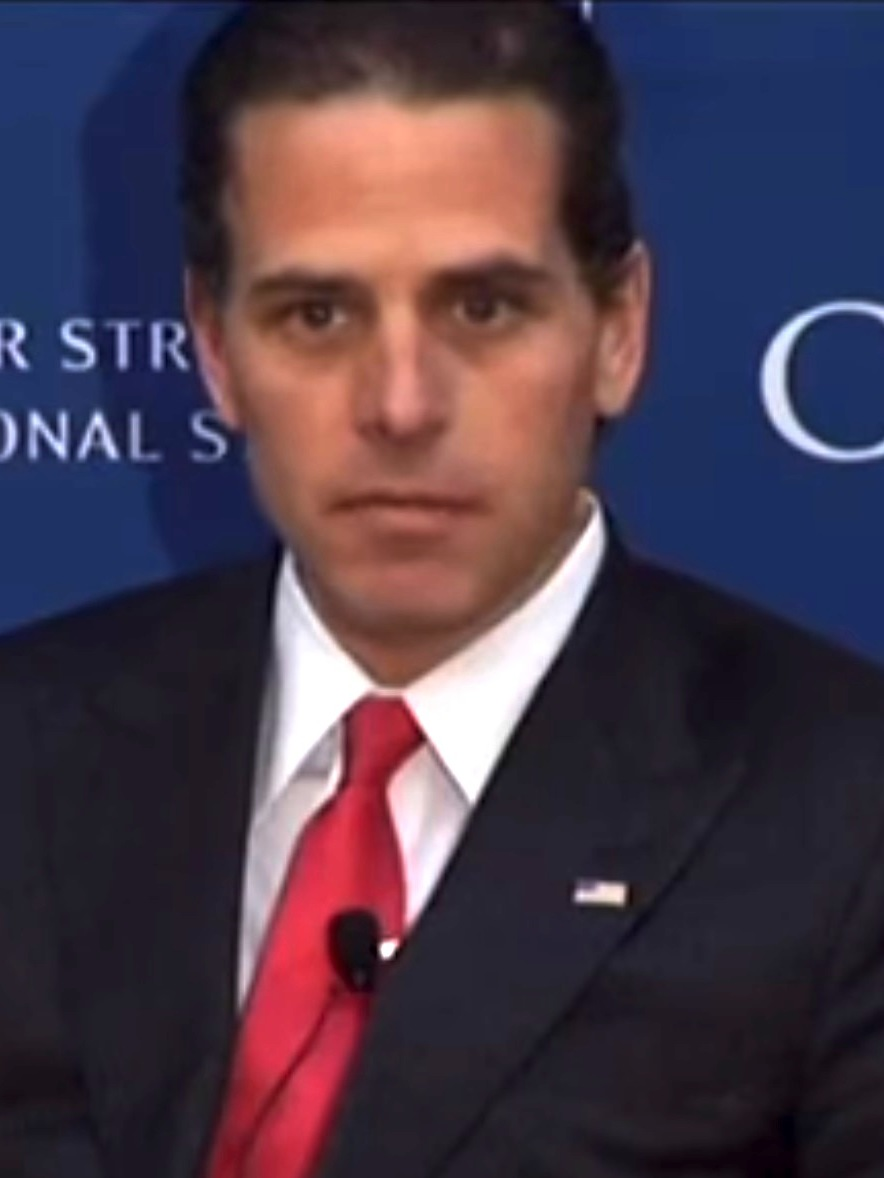
Hunter Biden
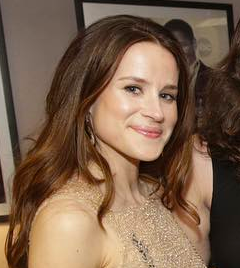
Ashley Bidenová